# 東京にしがわ大学
東京にしがわ大学（とうきょうにしがわだいがく、英語: Tokyo-nishigawa University Network）は、日本の非営利団体。略称は「にわ大」。
2010年10月、多摩地域の30市町村を拠点として行う一般向けの公開講座を実施する「東京にしがわ大学」を開始。
NPO法人「シブヤ大学」のノウハウを移植して開校した7校目の姉妹校。2016年9月現在、約3,500人が学生登録している。

## 概要
代表（学長）は洪華奈。「大学」を名乗っているが、学校教育法の謳う学校法人、大学ではない。
「学びを通じ人と地域をつなげる」をキーワードに、東京都の西側に位置する多摩地域30市町村をキャンパスにみたて、無料もしくは実費で授業を開講している。
学生登録に年齢や性別、居住地域など一切の制限はなく、登録費や年会費など登録維持費もない。
略称の「にわ大」は、庭のように居心地よく人が集い、使って欲しいとの思いから。

### ロゴ
「たべる」「しごと」「つくる」「ふしぎ」「いのち」「しぜん」「こども」の7つのテーマをモチーフにデザインされた。

### 授業
授業に参加するには学生登録をした上で、参加を希望する授業に申込みをする。先生となる方も主に一般の街の人である。参加すると学生証を受け取ることができる。

### クラブ活動
授業に参加した学生やスタッフのつながりから、共通の興味をもって新たなコミュニティが形成され、継続的な活動が行われている。クラブ活動への参加を経て、学生登録する参加者もいる。

### 学生特典
にわ大の活動に共感し応援してくれている企業やお店で学生特典を受けることができる。特典を受けるには、学生証の提示が必要。

## 関わり方
職員やスタッフをはじめ、関係者はすべてボランティアとして活動している。

### 学生
東京にしがわ大学のWebサイトで「学生登録」を行うことで学生となる。授業に参加するには学生登録が必要。授業に参加すると学生証を受け取ることができる。

### スタッフ
授業やシンポジウムなど、東京にしがわ大学が主催する各種行事や運営のサポートを行う。

### 先生（講師）
社会的目的や特技を持ち、それらを教え広めたいと考え、東京にしがわ大学の活動意義に共感した方が先生となる。ただし講師料は無料。
授業開催には、授業コーディネーターがつく。

### 授業コーディネーター
毎月開講される授業のコーディネートをする。テーマを決めて先生および授業会場を探し、授業告知文を作成、当日の進行からスタッフ提出のレポート確認や記録写真の選別などを行う。
授業の企画者であり、プロジェクトリーダー。

### 学長・運営メンバー
渉外や広報活動、システム構築・運用、授業のコントロール、イベント企画、活動報告など、運営全般を担う。
- 酒村なを（初代学長：2010年10月 - 2013年9月）[2]
- 西川義信（2代目学長：2013年10月 - 2016年9月）
- 伊藤恵梨（3代目学長：2016年10月 - 2019年9月）
- 洪華奈（4代目学長：2019年10月 - 現在）

## 姉妹校
- シブヤ大学（2006年9月開校）
- 京都カラスマ大学（2008年10月開校）
- 大ナゴヤ大学（2009年9月開校）
- 札幌オオドオリ大学（2010年2月開校）
- ひろしまジン大学（2010年5月開校）
- 福岡テンジン大学（2010年9月開校）
- 琉球ニライ大学（2010年11月開校）
- サクラ島大学（2011年7月開校）